# 神道集
『神道集』（しんとうしゅう）は、日本の中世の説話集・神道書。
安居院唱導教団の著作とされ、南北朝時代中期に成立したとされている。全10巻で50話を収録。
関東など東国の神社の縁起を中心としつつ、本地垂迹説に基づいた（当著に、「神々は仏の救いによって神となることができた」とする）神仏に関する説話が載っている。「諏訪縁起事」は甲賀三郎伝説を伝えるものとして知られる。

## 構成
- 1巻 ： 神道由来之事、宇佐八幡宮事、正八幡宮事、鳥居事、御正体事。
- 2巻 ： 熊野権現事、二所権現事。
- 3巻 ： 高座天王事、鹿島大明神事、香取大明神事、熱田大明神事、祇園大明神事、赤山大明神事、稲荷大明神事、武蔵六所大明神事、上野国九ヶ所大明神事。
- 4巻 ： 信濃鎮守諏訪大明神秋山祭事、諏訪大明神五月会事、越後国矢射子大明神事、越中国立山権現事、能登石動権現事、出羽国羽黒権現事。
- 5巻 ： 日光権現事、宇都宮大明神事、春日大明神事、御神楽事、天神七代事、地神五代事、女人月水神忌給事、仏前二王神明鳥居獅子駒犬之事、酒肉備神前事。
- 6巻 ： 吉野象王権現事、三島大明神事、上野国児持山事、白山権現事。
- 7巻 ： 上野国一宮事、蟻通明神事、橋姫明神事、玉津島明神事、上野国勢多郡鎮守赤城大明神事、上野第三宮伊香保大明神事、摂津芦刈明神事。
- 8巻 ： 上野国赤城山三所明神内覚満大菩薩事、鏡宮事、釜神事、富士浅間大菩薩事、群馬桃井郷上村内八ヶ権現事、上野国那波八郎大明神事。
- 9巻 ： 北野天神事。
- 10巻 ： 諏訪縁起事。

## 成立
江戸時代の考証学者小山田（高田）与清（1783年 - 1847年）が、本文の内部微証から文和・延文（1352年 - 1361年）頃と推定している。

## 著者
「安居院」（あぐい）は比叡山竹林坊（竹林院）の里坊で、上京区大宮通一条北大路にあって、応仁の乱で途絶えたが後に再興し、現在は浄土真宗本願寺派の安居院西法寺となっている。この安居院に唱導に優れた澄憲・聖覚親子が住み、その唱導は子々孫々受け継がれていった。そしていつしか彼らの唱導を安居院流というようになったらしい。『神道集』は「安居院作」とある以上、この安居院流の人達の手になったと思われるが、それを裏付ける確かな史料は現在のところまでない。安居院は日光・鹿嶋にもあって、これらとの関連も考慮しなければならない。

## 内容
全10巻50章。全国の神社縁起を集める。多くは東国に関するものとなっている。内容は、筑土鈴寛が、「神道論的なもの」と「垂迹縁起的なもの」とに分類したのが現在でも踏襲されている。「神道論的なもの」は神道教義について論じたものである。「垂迹縁起的なもの」は、公式的縁起と物語的縁起に分類され、前者は神社の由来や本地物を記すのに対し、後者は神々の苦しみや悲しみを基調として神々や神社の由来を説く。典型的な例が「熊野権現事」（二ノ六）の五衰殿である。かつて和辻哲郎は、この五衰殿から「苦しむ神」「悩める神」の観念を見出したように、中世文学史・思想史などを考える上で非常に重要な内容となっている。

## 成立目的
『神道集』が何を目的として成立したのか、不明である。ただ近世浄土宗の説教僧が『神道集』を活用していたことから考えて、説教資料を目的として成立したのではないかと考えられる。

## 諸本
『神道集』は、現存・不明を含めて、二十本近い写本がある。それらは古本系統と流布本系統に分かれる。古本系統は、赤木文庫本（現天理図書館蔵）、真福寺本、天理図書館本など。流布本系統は東洋文庫本、旧豊宮崎文庫本・旧林崎文庫本（現神宮文庫蔵）、静嘉堂文庫本、無窮会本、河野省三旧蔵仮名本（現國學院大學蔵）など。最近確認されたものでは、天海旧蔵本（現盛岡市願教寺蔵）、国立歴史民俗博物館本（田中穣旧蔵）、同志社大学本がある。他に茨城県常福寺、東京大学にもあったようである。また慶応三年豊後国東郡田染の八幡宮に、多くの神道関係の書籍が奉納されたが、その内に神道集があったそうである。

## 刊行物
- 『神道集』貴志正造編訳、平凡社〈東洋文庫 94〉、1978年、ISBN 978-4-582-80094-4
  - のちワイド版（オンデマンド版）、2004年9月、ISBN 978-4-256-80094-2

（※縁起物語的なもの19話を訳し収録）
- 『神道集 東洋文庫本』近藤喜博編、角川書店、1959年、全国書誌番号:60000255

  - ※他に影印本として各角川書店2冊組で、近藤・渡辺国雄編で『神道集 河野本』（1962年、全国書誌番号:62007175）と近藤・貴志編で『神道集 赤木文庫本』（貴重古典籍叢刊 1、1968年、全国書誌番号:68006080）が刊行。
- 『神道集』（神道大系編纂会編・発行〈神道大系 文学編1〉、1988年2月、全国書誌番号:88029240、NCID BN02201610）
- 西尾光一、貴志正造『鑑賞日本古典文学 第23巻 中世説話集』（角川書店、1977年、ISBN 978-4-04-561323-4）
- 出渕智信「『神道集』の研究」（言叢社、2008年1月、ISBN 978-4-86209-023-2）
  - のち「新訂『神道集』の研究」に改訂（ブイツーソリューション、2013年2月、ISBN 9784864760850）
- 福田晃『神道集説話の成立』三井弥書店、1984年。ISBN 4838230141。 NCID BN01792180。